# Srećko Pšeničnik
Srećko Pšeničnik (Pregrada, 10. studenoga 1921. – Zagreb, 9. kolovoza 1999.), bio je hrvatski političar.

## Životopis
Srećko Pšeničnik rođen je u Pregradi, kraj Krapine, 1921. godine. Studirao je pravo u Zagrebu, Rimu i Padovi, a doktorirao je političke znanosti na Katoličkom sveučilištu u Milanu. Uoči uspostave Nezavisne države Hrvatske djelovao je u Pododboru Matice hrvatske i u Akademskom klubu August Šenoa. Nakon uspostave NDH bio je tajnik ministra pri poslanstvu NDH u Rimu i izaslanik za tisak. Nakon sloma NDH, nastanio se u Argentini gdje se i oženio. Žena mu je postala Mirjana Pavelić, kći Ante Pavelića. Za razliku od većine ustaških prebjega, iznimno se snašao u Argentini, tako da spada u poslovno najuspješnije i najimućnije pripadnike hrvatske kolonije koja se uselila poslije sloma NDH. Najprije je ostavio vidljiv trag kao sposobni bankar, a potom je preuzeo prestižan i dobro plaćen posao direktora francuske industrije automobila Citroën za Južnu Ameriku.
Od 1981. godine bio je predsjednik Hrvatskoga oslobodilačkoga pokreta (HOP). HOP je u Hrvatskoj registriran 1992., međutim, nije polučio velike uspjehe. Od 1985. godine Pšeničnik je u Torontu, gdje je živio neko vrijeme, uređivao časopis Nezavisna Država Hrvatska. Taj je časopis Pšeničnik objavljivao od 1996. do 1999. godine i u Zagrebu, nakon što se vratio 1995. godine u Hrvatsku. U vrijeme demokratskih promjena nastojao je sudjelovati u osnivanju Hrvatske stranke prava, međutim, krug okupljen oko Ante Paradžika, Krešimira Pavelića i Dobroslava Parage bio je brži i spretniji te su oni na kraju osnovali HSP. S tim u vezi pojavile su se i kritike na račun Paradžika i Pavelića, da su izigrali ostale pravaški nastrojene krugove u Hrvatskoj, ali i u inozemstvu, poput Srećka Pšeničnika ili Zvonimira Puškaša.
Umro je u Zagrebu, 9. kolovoza 1999., u 78. godini života.